# أبو رويل
أبو رويل قرية سوريّة تتبع إداريّاً لمحافظة حلب منطقة جبل سمعان ناحية تل الضمان، بلغ تعداد سكانها 1,198 نسمة حسب التعداد السكاني لعام 2004.